# Elena Torres
Elena Torres Miranda (Tudela, 29 de setembro de 1969), é uma mulher política navarra perteneciente ao PSN-PSOE. Na atualidade é Presidente do Parlamento de Navarra (2007-2011) e, desde 1 de março de 2008, Secretária Geral em funções do PSN-PSOE.